# Euplexia dubia
Euplexia dubia är en fjärilsart som beskrevs av Hüfnagel 1766. Euplexia dubia ingår i släktet Euplexia och familjen nattflyn. Inga underarter finns listade i Catalogue of Life.